# Gare de Bolquère – Eyne
Gare de Bolquère - Eyne – przystanek kolejowy w Bolquère, w departamencie Pireneje Wschodnie, w regionie Oksytania, we Francji. Jest zarządzany przez SNCF (budynek dworca) i przez RFF (infrastruktura). 
Został otwarty w 1910 przez Compagnie des chemins de fer du Midi et du Canal latéral à la Garonne. Jest obsługiwany przez pociągi TER Languedoc-Roussillon.

## Położenie
Przystanek znajduje się na Ligne de Cerdagne, w km 30,214, na wysokości 1592 m n.p.m., pomiędzy stacjami Mont-Louis - La Cabanasse i Font-Romeu-Odeillo-Via. 

## Linie kolejowe
- Ligne de Cerdagne